# Димитър Благов
Димитър Благов е български футболист, който играе за Струмска слава (Радомир).

## Кариера
Димитър Благов започва да тренира футбол в частната школа Пирин 2001 (Благоевград) на Ивайло Андонов. През лятото на 2009 г. преминава в юношеската формация на Черноморец (Бургас). Той е един от тримата играчи заедно с Ник Дашев и Борис Щърбев от Пирин 2001 (Благоевград), които се преместват в бургаската футболна академия. През 2011 г. дебютира в професионалния футбол с екипа на Черноморец Поморие.

## Статистика по сезони[3]
| Сезон    | Отбор           | Първенство | Мачове | Голове |
| -------- | --------------- | ---------- | ------ | ------ |
| 2011/пр. | Черноморец (Пм) | Б група    | 7      | 0      |
| 2011/12  | Черноморец (Пм) | Б група    | 23     | 0      |
| 2012/ес. | Нефтохимик (Бс) | Б група    | 10     | 0      |
| 2013/пр. | Пирин (Бл)      | В група    | 11     | 1      |
| 2013/14  | Пирин (Бл)      | В група    | 27     | 10     |
| 2014/15  | Пирин (Бл)      | Б група    | 25     | 4      |
| 2015/16  | Пирин (Бл)      | А група    | 20     | 1      |